# Лючія Амабіле

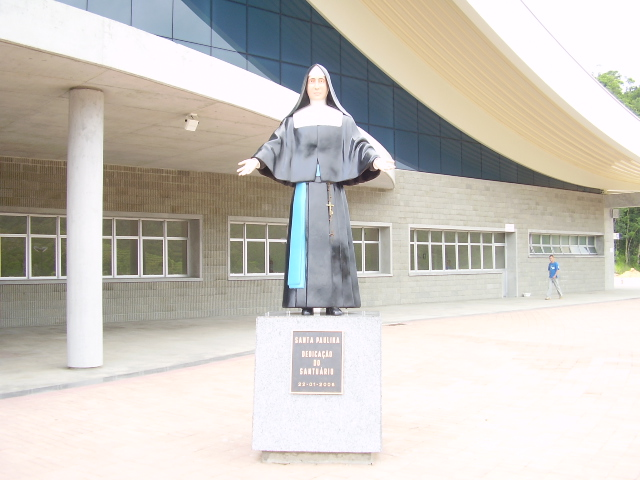
Пам'ятник Святій Пауліні в Нова-Тренту, Бразилія

Лючія Амабіле  (порт. Lucia Amabile, чернече ім'я — Пауліна Серця Ісуса, 16 грудня 1865 року, Віголо-Ваттаро, Тіроль, Австро-Угорщина, зараз Італія — 9 липня 1942 року, Сан-Паулу, Бразилія) — свята римо-католицької церкви, черниця, засновниця жіночої чернечої конгрегації «Малі Сестри Непорочного Зачаття». У католицькій церкві вважається покровителькою хворих на діабет.

## Біографія
У 1875 році, у 10-річному віці, разом з батьками приїхала до Бразилії. З 1890 року працювала в лікарні санітаркою. У 1895 році місцевий католицький єпископ затвердив статут жіночої чернечої конгрегації «Малі Сестри Непорочного Зачаття». Лючія Амабіле вступила до цієї нової чернечої конгрегації, взявши собі чернече ім'я Пауліна Серця Ісуса, Через деякий час саме вона стала першою настоятелькою новоствореної організації. Своєю провідною діяльністю черниці оголосили турботу і допомогу сиротам. З 1909 року Лючія Амабіле, будучи настоятелькою, працювала на монастирській кухні.
У 1934 році через хворобу їй ампутували праву руку. Пауліна Серця Ісуса померла 9 липня 1942 року.

## Прославлення
18 жовтня 1991 року Пауліна Серця Ісуса була зарахована до сану блаженних римським папою Іоанном Павлом II, ним же 19 травня 2002 року була зарахована до сану святих.
День пам'яті в Католицькій Церкві — 9 липня.